# Коста-ді-Ровіго
Коста-ді-Ровіго, Коста-ді-Ровіґо (італ. Costa di Rovigo, вен. Costa de Rovigo) — муніципалітет в Італії, у регіоні Венето, провінція Ровіго.
Коста-ді-Ровіго розташована на відстані близько 360 км на північ від Рима, 70 км на південний захід від Венеції, 7 км на захід від Ровіго.
Населення — 2659 осіб (2014).

## Демографія
Населення за роками:

Станом на 1 січня 2023 року в муніципалітеті офіційно проживали 184 іноземці з 19 країн, серед них 41 громадянин країн Євросоюзу та 10 громадян України.

## Сусідні муніципалітети
- Аркуа-Полезіне
- Фратта-Полезіне
- Ровіго
- Вілламарцана
- Вілланова-дель-Геббо